# Баккорея
Баккорея (лат. Baccaurea; от bacca — ягода и aurea — золотой) — род деревянистых растений семейства Филлантовые (Phyllanthaceae), распространённый в Восточной, Южной, Юго-Восточной Азии и Океании.

## Ботаническое описание
Двудомные деревья или кустарники; опушены простыми волосками. Листья очерёдные, обычно скучены к концам побегов, простые, край цельный или зубчато-пильчатый, жилкование перистое; прилистники рано опадающие.
Соцветия — пазушные, висячие, многоцветковые, колосовидные или кистевидные метёлки; часто встречается каулифлория. Мужские цветки: чашелистиков 4—8, обычно неравные, черепитчатые; лепестки отсутствуют; тычинок 4—8 длины, равны или длиннее чашелистиков, нити свободные, пыльники двухгнёздные. Женские цветки: чашелистиков 4—8 чашелистиков, крупнее мужских; лепестки отсутствуют; завязь короче чашелистиков, 2—3(5)-гнёздная, по 2 семяпочки на гнездо; рылец 2—5, очень короткие. Плод — яйцевидная, веретеновидная или шаровидная ягода или локулицидная мясистая коробочка. Семена окружены мясистым съедобным ариллусом; эндосперм мясистый или толстый; зародыш изогнутый; семядоли широкие и уплощённые.

## Таксономия
Baccaurea Lour., Fl. Cochinch. 2: 651 (1790).

### Синонимы
- Adenocrepis Blume
- Calyptroon Miq.
- Coccomelia Reinw.
- Everettiodendron Merr.
- Gatnaia Gagnep.
- Hedycarpus Jack
- Microsepala Miq.
- Pierardia Roxb.

### Виды
Род включает 51 вид:
- Baccaurea airyshawii Chakrab. & M.Gangop.
- Baccaurea angulata Merr.
- Baccaurea annamensis Gagnep.
- Baccaurea bakeri Elmer ex Merr.
- Baccaurea bracteata Müll.Arg.
- Baccaurea brevipes Hook.f.
- Baccaurea carinata Haegens
- Baccaurea celebica Pax & K.Hoffm.
- Baccaurea costulata (Miq.) Müll.Arg.
- Baccaurea courtallensis (Wight) Müll.Arg.
- Baccaurea dasystachya (Miq.) Müll.Arg.
- Baccaurea deflexa Müll.Arg.
- Baccaurea dolichobotrys Merr.
- Baccaurea dulcis (Jack) Müll.Arg. — Баккорея сладкая
- Baccaurea edulis Merr.
- Baccaurea henii Thin
- Baccaurea javanica (Blume) Müll.Arg.
- Baccaurea lanceolata (Miq.) Müll.Arg.
- Baccaurea macrocarpa (Miq.) Müll.Arg.
- Baccaurea macrophylla (Müll.Arg.) Müll.Arg.
- Baccaurea maingayi Hook.f.
- Baccaurea malayana (Jack) King ex Hook.f.
- Baccaurea microcarpa (Airy Shaw) Haegens
- Baccaurea minor Hook.f.
- Baccaurea mollis Haegens
- Baccaurea motleyana (Müll.Arg.) Müll.Arg. — Баккорея Мотли
- Baccaurea multiflora Burck ex J.J.Sm.
- Baccaurea nanihua Merr.
- Baccaurea nesophila Airy Shaw
- Baccaurea odoratissima Elmer
- Baccaurea papuana F.M.Bailey
- Baccaurea parviflora (Müll.Arg.) Müll.Arg.
- Baccaurea philippinensis (Merr.) Merr.
- Baccaurea polyneura Hook.f.
- Baccaurea ptychopyxis Airy Shaw
- Baccaurea pubera (Miq.) Müll.Arg.
- Baccaurea purpurea Haegens
- Baccaurea pyriformis Gage
- Baccaurea racemosa (Reinw.) Müll.Arg. — Баккорея кистистая
- Baccaurea ramiflora Lour. typus[1] — Баккорея вкусная
- Baccaurea reniformis Chakrab. & M.Gangop.
- Baccaurea reticulata Hook.f.
- Baccaurea sarawakensis Pax & K.Hoffm.
- Baccaurea seemannii (Müll.Arg.) Müll.Arg.
- Baccaurea simaloerensis Haegens
- Baccaurea sumatrana (Miq.) Müll.Arg.
- Baccaurea sylvestris Lour.
- Baccaurea taitensis Müll.Arg.
- Baccaurea tetrandra (Baill.) Müll.Arg.
- Baccaurea trigonocarpa Merr.
- Baccaurea velutina (Ridl.) Ridl.